# Завиша, Андрей Казимир
Анджей Казимир Завиша (ок. 1614 — 23/26 июня 1678) — государственный деятель Великого княжества Литовского, писарь великий литовский (1650—1678). Староста минский (с 1638), чечерский и слонимский.

## Биография
Представитель шляхетского рода Завишей герба «Лебедь». Старший сын Кшиштоф Завиша (ок. 1600—1670), маршалка надворного и великого литовского, каштеляна виленского, и Катаржины Тышкевич. Младший брат — староста браславский Ян Ежи Завиша (ок. 1620—1671).
С 1650 по 1678 год занимал должность писаря великого литовского. В 1655 году вступил в Тышовецкую конфедерацию, созданную польско-литовскими магнатами для борьбы против шведской армии.
Похоронен в монастыре бернардинцев в Минске.
Около 1645 года женился на Александре Огинской, дочери воеводы минского и каштеляна трокского, князя Александра Огинского (ок. 1585—1667), и Катаржины Полубинской. Их дети:
- Ян Михаил Завиша (1658—1685), староста минский
- Кшиштоф Станислав Завиша (1660—1721), воевода минский

До наших дней дошел портрет Анджея Казимира Завиши, который теперь выставляется в историческом музее в Минске, а также гравюра А. Тарасевича (1670-е годы) с гербом рода и латинской надписью (находится в Национальной библиотеке в Варшаве).